# Lomelline
La Lomelline, en italien Lomellina, est un territoire d’Italie, dans la province de Pavie, à l’ouest du Tessin et au nord du Pô. Le chef-lieu est Mortara. La Lomelline est une région historico-géographique, située dans la zone sud-ouest de la Lombardie entre la Sesia à l'ouest, le Pô à l'ouest et au sud, le Tessin à l'est et le Basso Novarese au nord.
Même si aujourd'hui la Lomellina apparaît comme une région assez homogène et bien identifiée, sa formation en tant qu'entité historico-administrative précise a été le résultat d'un processus long et complexe, dont on ne pouvait dire qu'il s'est achevé vers la fin du Moyen Âge.
Sans aucun doute, la Lomelline dans la vallée du Pô, avait des caractéristiques particulières. Ici, plus qu'ailleurs, l'épaisse couverture boisée qui couvrait la plaine à l'époque préhistorique a été longtemps conservée : même à la Renaissance, la région possédait de grandes forêts, très réputées pour la chasse, qui faisaient de la Lomelline le lieu de prédilection pour les divertissements des seigneurs de Milan.

## Fêtes et événements
Tous les centres de Lomellina organisent chaque année des fêtes, des festivals et des palios. Les événements les plus importants sont :
- Février : Carnaval et défilé de chars allégoriques dans les grands centres de Lomellini ;
- Mars : Fête de la Madonna della Bozzola, Garlasco ;
- Mars/Avril : Foire du Lundi de Pâques, Sartirana ;
- Mai : Fête à Cascina, Pieve del Cairo ;
- Mai : Fête de l'Asperge, Cilavegna ;
- Mai : Fête de la Rose, Pieve Albignola ;
- juin : Festival d'art, Gravellona Lomellina ;
- Juin : Nuit des âmes, Gravellona Lomellina ;
- juin : Fête du riz, Sannazzaro de 'Burgondi ;
- Juin : Fête de l'Oignon Rouge De.Co., Brême ;
- Juin : Festival des Brochettes, Torre Beretti ;
- Juin : Festival Conca Verde, Sartirana ;
- Juillet : Fête de Confrari, Palestro ;
- Juillet : Festival du Haricot Borlotto, Gambolò ;
- Juillet : Fête patronale, Sartirana ;
- Août : festival Salam dla doja, Olevano ;
- Août : Fête patronale, Confienza ;
- Août : Fête des moules, Castelnovetto ;
- Août : Festival de San Bartolomeo, Zerbolò ;
- Septembre : Fête du Risotto, Cergnago ;
- Septembre : septembre à Sannazzaro, Sannazzaro de 'Burgondi ;
- Septembre : Fête de la Madone de San Zeno, Gravellona Lomellina ;
- Septembre : Fête des Grenouilles, Sartirana Lomellina ;
- Septembre : Fête du Canard, Ceretto Lomellina ;
- Septembre : fête patronale de la fête des courgettes, Sant'Angelo Lomellina ;
- septembre : Palio d'la Ciaramela, Mède ;
- Septembre : Mortara Goose Salami Festival, Mortara ;
- Septembre : Palio du jeu de l'oie, Mortara ;
- Septembre : Fête du maïs, albonese ;
- septembre : Palio d'Urmon, Robbio ;
- Septembre : Fête de la Brochette, Castello d'Agogna ;
- Octobre : Festival de la citrouille de Bertagnana, Dorno
- Octobre : La Rivière, les Trois Ruisseaux, Lomellina, Sannazzaro de 'Burgondi ;
- Octobre : Festival Offelle, Parona ;
- octobre : Palio delle Contrade, Vigevano ;
- Octobre : Salon des Antiquaires, Sartirana ;
- Décembre : Concert de Noël, Sartirana ;
- Décembre : Grand Marché de Noël, Gropello Cairoli ;
- Décembre : Crèche vivante, Gambarana.

## Liste des communes de Lomelline
| Position | Commun                     | Nom de la langue locale | Habitants (hab) | Surface (km²) | Densité (hab/km²) |
| -------- | -------------------------- | ----------------------- | --------------- | ------------- | ----------------- |
| 1        | Alagna                     | Làgna                   | 905             | 8             | 112               |
| 2        | Albonese                   | Albunes                 | 512             | 4             | 143               |
| 3        | Borgo San Siro             | Bùrgh San Sir           | 1 092           | 17            | 64                |
| 4        | Breme                      | Bräm                    | 892             | 19            | 46                |
| 5        | Candia Lomellina           | Càndia                  | 1 692           | 27            | 63                |
| 6        | Carbonara al Ticino        | Carbunàra               | 1 540           | 14            | 110               |
| 7        | Cassolnovo                 | Cassö                   | 7 061           | 31            | 220               |
| 8        | Castello d'Agogna          | Casté dla Gogna         | 1 078           | 10            | 108               |
| 9        | Castelnovetto              | Castarnöv               | 657             | 18            | 36,5              |
| 10       | Cava Manara                | La Càva                 | 6 592           | 17            | 388               |
| 11       | Ceretto Lomellina          | Saré                    | 214             | 7             | 31                |
| 12       | Cergnago                   | Sargnàch                | 755             | 13,61         | 55                |
| 13       | Cilavegna                  | Silavegna               | 5 475           | 17            | 331               |
| 14       | Confienza                  | Cunfiensa               | 1 704           | 26            | 63                |
| 15       | Cozzo                      | Còs                     | 373             | 17            | 22                |
| 16       | Dorno                      | Durän                   | 4 648           | 30            | 155               |
| 17       | Ferrera Erbognone          | Frèra                   | 1 140           | 19            | 60                |
| 18       | Frascarolo                 | Frascarö                | 1 248           | 23            | 54                |
| 19       | Galliavola                 | Galiaula                | 227             | 8             | 28                |
| 20       | Gambarana                  | Gambaräna               | 263             | 12            | 22                |
| 21       | Gambolò                    | Gambulò                 | 10 183          | 51            | 191               |
| 22       | Garlasco                   | Garlàsch                | 9 824           | 39,03         | 248               |
| 23       | Gravellona Lomellina       | Gràvaluna               | 2 710           | 20            | 131               |
| 24       | Gropello Cairoli           | Grüpé                   | 4 598           | 26,11         | 176               |
| 25       | Langosco                   | Langüsch                | 429             | 15            | 29                |
| 26       | Lomello                    | Lümé                    | 2 348           | 22,24         | 105               |
| 27       | Mede                       | Méed                    | 7 065           | 33            | 214               |
| 28       | Mezzana Bigli              | La Msäna                | 1 148           | 18            | 64                |
| 29       | Mezzana Rabattone          | Mesàna                  | 515             | 7             | 74                |
| 30       | Mortara                    | Murtära                 | 15 640          | 52            | 131               |
| 31       | Nicorvo                    | Nicòrav                 | 370             | 8,16          | 45                |
| 32       | Olevano di Lomellina       | Ulévan                  | 802             | 15,42         | 52                |
| 33       | Ottobiano                  | Utibiän                 | 1 190           | 24            | 50                |
| 34       | Palestro                   | Palèstar                | 2 022           | 18            | 112               |
| 35       | Parona                     | Parùna                  | 2 049           | 9             | 228               |
| 36       | Pieve Albignola            | Piev d'Albignö          | 934             | 17            | 55                |
| 37       | Pieve del Cairo            | La Piév                 | 2 177           | 25            | 87                |
| 38       | Robbio                     | Ròbi                    | 6 161           | 40            | 154               |
| 39       | Rosasco                    | Rusasch                 | 664             | 19,81         | 34                |
| 40       | San Giorgio di Lomellina   | San Giorg ad l'Ümlena   | 1 171           | 25            | 47                |
| 41       | Sannazzaro de' Burgondi    | Sanasa                  | 5 920           | 23            | 257               |
| 42       | Sant'Angelo Lomellina      | Sant'Angiäl             | 885             | 10            | 86                |
| 43       | Sartirana Lomellina        | Sàrtiräna               | 1 108           | 29            | 62                |
| 44       | Scaldasole                 | Scaldasùl               | 987             | 11,59         | 85                |
| 45       | Semiana                    | Semiäna                 | 249             | 9,94          | 25                |
| 46       | Sommo                      | Sòm                     | 1 113           | 14,25         | 78                |
| 47       | Suardi                     | Suàr oppure Al Burgh    | 670             | 9,81          | 68                |
| 48       | Torre Beretti e Castellaro | La Tur e Al Castlà      | 616             | 17,57         | 35                |
| 49       | Tromello                   | Trümè                   | 3 811           | 35            | 109               |
| 50       | Valeggio                   | Valègg                  | 233             | 9             | 26                |
| 51       | Valle Lomellina            | La Vàl                  | 2 245           | 27,11         | 83                |
| 52       | Velezzo Lomellina          | Vlèss Ümléna            | 100             | 8             | 13                |
| 53       | Vigevano                   | Avgévan                 | 63 355          | 82,38         | 769               |
| 54       | Villa Biscossi             | La Vila                 | 74              | 5             | 15                |
| 55       | Villanova d'Ardenghi       | Vilanöva                | 781             | 6             | 130               |
| 56       | Zeme                       | Zem                     | 1 144           | 25            | 46                |
| 57       | Zerbolò                    | Zärbulò                 | 1 638           | 37            | 44                |
| 58       | Zinasco                    | Zinasc                  | 3 215           | 29            | 111               |
|          |                            |                         | 198 212         | 1 240         | 160               |